# 楊婕妤 (社運人士)
楊婕妤（1956年—），綽號「楊姐」，是一位出身臺灣高雄的弱勢族群運動者。

## 經歷
1956年，楊婕妤出生於高雄；她是家中最小的孩子，她的兄姊都紛紛早先離家求學。楊婕妤的父親在經歷二二八事件後因心理創傷長期進出精神病院且無法就業，並經常在發作時持刀威脅殺害家人，又在家裡對著在學校裡的子女們大聲叫罵其為「妖怪的孩子」，更經常砸壞母親所開服裝店的玻璃；但是，她的母親依然自力堅持守護著丈夫與子女。後來，她畢業於高雄市立高雄高級商業職業學校廣告設計科。
1983年，楊婕妤遭遇丈夫外遇，因而向朋友借款新臺幣二萬元並帶著兒女前往北臺灣；隨後，她先自房屋仲介做起，後開設設計工作室，並因雇用田啟元為工讀生而與之結識。
1986年，田啟元被診斷感染愛滋，並遭新聞媒體大幅披露；在田啟元走投無門的情況下，楊婕妤決定收容他與自己和兒女同居。此後，她由此開始提供愛滋患者起居空間，並將之逐漸擴大為「中途之家」機構。
2003年，楊婕妤在前往中國後接觸到河南愛滋村議題，並因而在朋友勸請下成立民間組織以向群眾募款，隨後正式成立「關愛之家協會」。

## 獎項及榮譽
- 厚生基金會「醫療奉獻獎」（2006年）[4]

## 爭議事件
- 2006年，楊婕妤曾在超市偷竊奶粉及濕紙巾等物資；事後，她表示其動機為經費不足[7]，並在相關新聞報導後收到大量捐款。[1]